# سكيراء الجعة
سكيراء الجعة (الاسم العلمي: Schizosaccharomyces pombe) هي نوع من الفطريات يتبع جنس السكيراء من الفصيلة السكيراوية.